# Рабство (фильм)
«Рабство» (англ. Trade) — драма 2007 года режиссёра Марко Кройцпайнтнера о похищении с целью продажи в сексуальное рабство. Премьера состоялась в январе 2007 года на кинофестивале Sundance Film Festival, фильм вышел ограниченным релизом 28 сентября 2007 года. Сюжет основан на статье Питера Ландсмена The Girls Next Door в газете «Нью-Йорк Таймс» 2004 года.

## Сюжет
В Мехико группа преступников похищает 13-летнюю девочку Адриану для продажи в сексуальное рабство. Её 17-летний брат Хорхе начинает поиски сестры. Выясняется, что к похищению причастны представители преступного сообщества — выходцы из России. Хорхе встречает полицейского Рэя, который оказывает ему помощь в поисках. Прибыв в США, они узнают, что пленники будут проданы на интернет-аукционе. Рэй собирает нужную сумму и встречается с похитителями. Однако во время разговора он навлекает на себя подозрения, и преступники предлагают ему вступить в сексуальный контакт с Адрианой, доказав тем самым, что он не из полиции.
Одновременно с похищением Адрианы в Мексику прибывают молодые девушки, которые приехали якобы по набору в модельное агентство. Прямо в здании аэропорта у них отбирают документы и увозят для продажи в сексуальное рабство. В фильме судьбы Адрианы и этих девушек переплетаются.

## В ролях
| Актёр                 | Роль            |
| --------------------- | --------------- |
| Кевин Клайн           | Рэй             |
| Сезар Рамос           | Хорхе           |
| Алиция Бахледа-Цурусь | Вероника        |
| Паулина Гайтан        | Адриана         |
| Кэтлин Гати           | Ирина           |
| Кейт дель Кастильо    | Лаура           |
| Зак Уорд              | Алекс Грин      |
| Павел Лычников        | Вадим Ющенко    |
| Эйми-Линн Чедвик      | ученица в школе |